# チャイコフスキー・パ・ド・ドゥ
『チャイコフスキー・パ・ド・ドゥ』（Tschaikovsky Pas de Deux）は、1960年にニューヨークで初演されたバレエ作品である。ピョートル・チャイコフスキーが『白鳥の湖』初演の後に追加作曲した第3幕のグラン・パ・ド・ドゥの曲にジョージ・バランシンが振り付けたもので、バレエコンサートなどで頻繁に上演されている。

## 経緯

### 原曲について
この曲が作曲された経緯については、以下のような説がある。
1877年に『白鳥の湖』がモスクワで初演された際、オデット役の初演者だったペラゲーヤ・カルパコワ（Pelageya Karpakova）の役を引き継いだアンナ・ソベシチャンスカヤ（Anna O.Sobeschanskaya、またはAnna Sobeshchanskaya、1842年 - 1918年）は、3幕でパ・ド・ドゥを踊りたいと希望していた。彼女は『白鳥の湖』の初演を担当したユリウス・ライジンガーの振付を嫌って、当時サンクトペテルブルクにいたマリウス・プティパに自分のためのパ・ド・ドゥ振付を依頼した。プティパはソベシチャンスカヤの依頼に応じ、レオン・ミンクス作曲のパ・ド・ドゥを振り付けた。
その話を聞いたチャイコフスキーは、すでに『白鳥の湖』で多くの曲が削除されたり、他人の曲とすげ替えられたりしていたのにもかかわらず、このパ・ド・ドゥの追加に反対した。最終的には両者が歩み寄り、チャイコフスキーはミンクスが書いた楽譜を受け取ると、ソベシチャンスカヤが振付を変えずに踊ることができるように曲を書き直した。ソベシチャンスカヤは大いに喜び、チャイコフスキーに新たにヴァリアシオンの作曲を依頼した。このときソベシチャンスカヤが依頼したヴァリアシオンの曲が、現在でも『白鳥の湖』で時折踊られる「ロシアの踊り」（ルースカヤ）といわれる。ただし、このパ・ド・ドゥおよび「ロシアの踊り」については、ソベシチャンスカヤが依頼したものではないという説もある。
しかし、ミンクスがソベシチャンスカヤのために書いたというパ・ド・ドゥの楽譜などは発見されておらず、この曲自体がその時に書かれたチャイコフスキーの真作なのかについては、専門家の間でも意見が分かれている。

### 作品の成立
この曲は初演後に楽譜として出版されなかった上、1895年のマリウス・プティパとレフ・イワノフによる蘇演版には採用されなかったため、忘れ去られていた。
1953年、クリンにあるチャイコフスキー博物館に所蔵されていた未発表作品の中から、この曲が発見された。但し発見時には、ヴァリアシオン2を除いてすべてピアノ用楽譜の状態であり、しかもレペティトール用にさまざまな注意事項が書き込まれていた。振付家のヴラジーミル・ブルメイステルはモスクワ音楽院などの教授を務めていたヴィッサリオン・シェバリーン（1902年6月11日 - 1963年5月29日）に依頼して、この曲をオーケストラ用に編曲した。ブルメイステルは、曲の差し替えやリッカルド・ドリゴによる編曲を排し、チャイコフスキーの原曲を尊重して新たに演出した『白鳥の湖』3幕の『黒鳥のグラン・パ・ド・ドゥ』にアダージョと男性（王子）のヴァリアシオンの2曲を使用した。
後にこの曲の存在を知ったジョージ・バランシンは、クラシックバレエのグラン・パ・ド・ドゥ形式による作品を振り付けた。初演はニューヨーク・シティ・バレエ団で当時プリンシパルを務めていたヴィオレット・ヴェルディとコンラッド・ルドローによって、1960年3月29日に行われた。その後この作品は、バランシンの代表作として評価され、名だたるスターダンサーたちが世界中で踊っている。

## 構成
作品はクラシックバレエのグラン・パ・ド・ドゥ形式に則って、アダージョ（男女2人の踊り）、男性のヴァリアシオン、女性のヴァリアシオン、コーダ（男女2人の踊り）で構成される。ただし、クラシックバレエのグラン・パ・ド・ドゥと違って、ダンサーが特定の役柄を演じることはなく、物語の筋もない。また、観客の拍手喝采を浴びるために踊りやコーダの音楽を中断するようなこともない。女性ダンサーの衣装にはクラシック・チュチュではなく、ジョーゼットのような薄手の布地で作られたミディ丈のワンピース風コスチュームを採用している。
アダージョ
男女2人の踊り。弦楽合奏から木管楽器の演奏へと続き、再び弦楽合奏が ニ長調4分の4拍子のモデラートで奏される。この導入部（アントレ）に続いて、ニ長調8分の6拍子アンダンテのヴァイオリンソロへと続く。舞台上には先に女性が、やや遅れて男性が登場して、時折リフトを織り交ぜた緩やかなアダージョを踊る。クラリネットでのカデンツァが奏され、管弦楽の全奏で盛り上げた後に静かに曲は終結する。
ヴァリアシオン1　
男性のヴァリアシオン。アレグロ・モデラート、変ロ長調8分の6拍子。快活な旋律が金管楽器から弦楽器へと引き継がれていく。男性は大きなジャンプやトゥール・アン・レールなどのテクニックを織り交ぜて躍動的に踊る。
ヴァリアシオン2
女性のヴァリアシオン。アレグロ、ニ長調4分の2拍子。弦楽器が奏でるロ短調の短い旋律から始まり、木管楽器が加わって展開する。女性は細やかなステップを見せながら、軽快に踊る。
コーダ
男女2人の踊り。アレグロ・モルト・ヴィヴァーチェ、イ長調4分の2拍子。この曲は小ロンド形式によりA（イ長調）、B（ヘ長調）、A、C（嬰ヘ短調）、Aで組み立てられている。男女が1人ずつ交互に、または2人一緒に踊り、大きなジャンプや早い回転、連続のフィッシュ・ダイヴで盛り上げた後に、男性が女性を高々とリフトしたまま素早く舞台の袖へと消えていく。